# Ernst Grenz
Ernst August Grenz (* 9. März 1855 in Danzig; † 20. März 1921 in Dresden) war Former, Gewerkschaftsfunktionär und Mitglied des Deutschen Reichstags.

## Leben

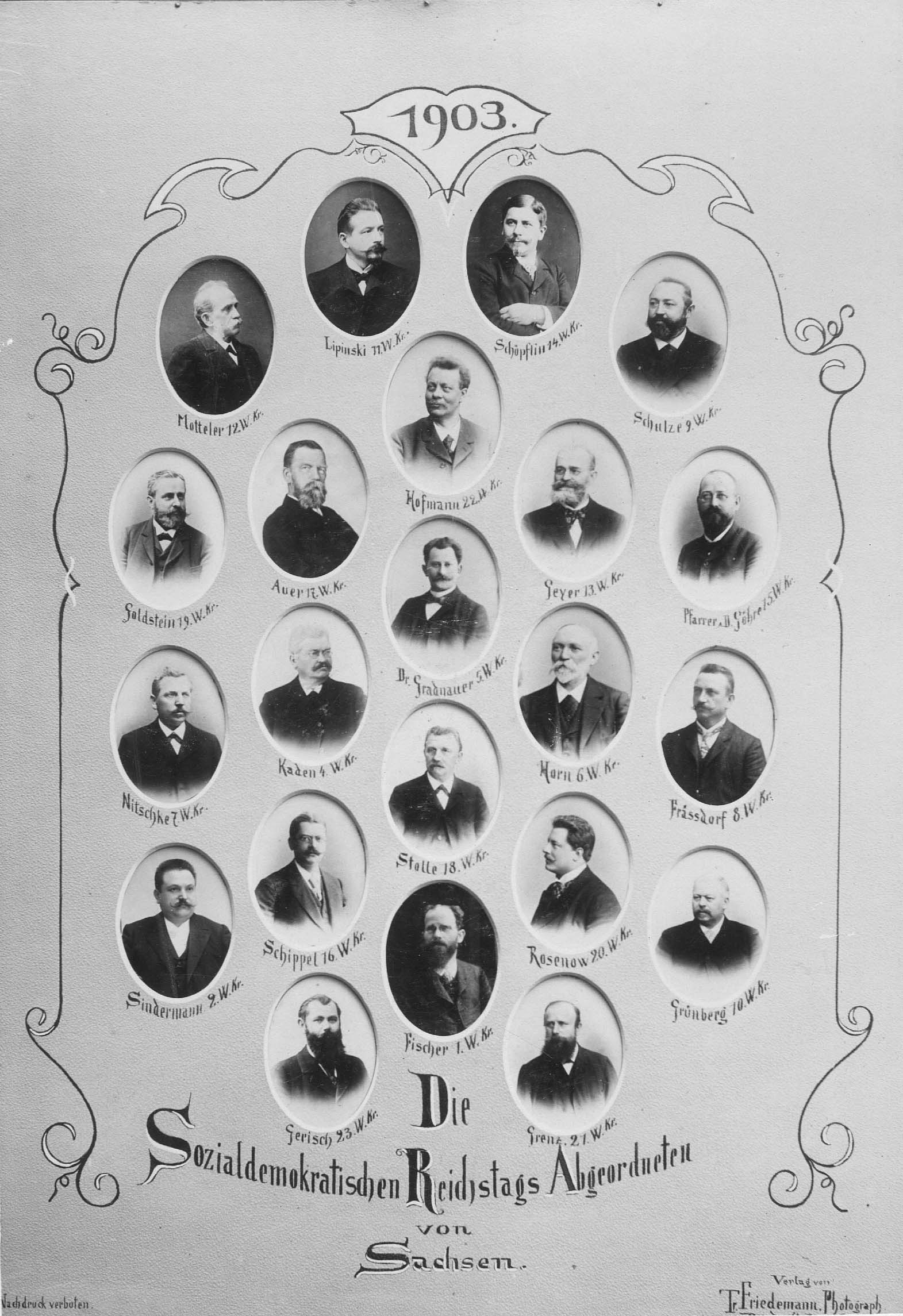
SPD-Reichstagsabgeordnete aus Sachsen von 1903

Grenz besuchte die Frei- und Mittelschule in Danzig und erlernte von 1870 bis 1873 die Formerei in Lautenburg. Zwischen 1885 und 1887 war er selbständiger Formermeister in Aue (Erzgebirge) und dann wieder bis 1890 als Former tätig. Infolge wiederholter Maßregelungen war er Handlungsreisender, Lagerhalter und Expedient. Zeitweise war er in der Expedition der Leipziger Volkszeitung beschäftigt. 1874–75 war er Mitglied des Hirsch-Dunckerschen Gewerk-Vereins, seit 1876 Sozialdemokrat, 1878 Mitbegründer der Halleschen Freien Presse und seit Anfang der achtziger Jahre für die Organisation der Metallarbeiter bzw. Former tätig. 1884 Mitbegründer des Konsumvereins Leipzig-Plagwitz. Er war mehrjähriger Zweiter Vertrauensmann der deutschen Former, 1891 Mitbegründer des Centralverbandes der deutschen Former und 1893 der Organisation der Lagerhalter. 
Seit 1890 war er sozialdemokratischer Kandidat für den 21. sächsischen Wahlkreis (Annaberg, Schwarzenberg, Johanngeorgenstadt). Diesen vertrat er von 1903 bis 1907 und von 1912 bis 1918 als Mitglied des Deutschen Reichstags. Bei der Reichstagswahl 1907 verlor er das Mandat an Gustav Stresemann, konnte es 1912 aber wiedererlangen.
Von Februar 1919 bis zu seinem Tode war er Mitglied der Sächsischen Volkskammer bzw. des Sächsischen Landtages.